# Советская (Вологодская область)
Советская — деревня в Нюксенском районе Вологодской области.
Входит в состав Нюксенского сельского поселения, с точки зрения административно-территориального деления — в Березовский сельсовет.
Расстояние до районного центра Нюксеницы по автодороге — 20 км.
По переписи 2002 года население — 46 человек (20 мужчин, 26 женщин). Всё население — русские.